# جامعة بكين للتكنولوجيا
جامعة بكين للتكنولوجيا (بالصينية: 北京工业大学) جامعة حكومية صينية معترف بها كواحدة من جامعات الدرجة الأولى من قبل وزارة التعليم الصينية.

## تاريخ
تأسست جامعة بكين للتكنولوجيا في عام 1960 بخمسة أقسام هندسية. أنشأت الجامعة هيكلًا أكاديميًا متعدد التخصصات يقدم مجموعة متنوعة من البرامج وتشارك في أبحاث متنوعة في مجالات العلوم والهندسة والاقتصاد والإدارة والفنون الليبرالية والقانون.

## كليات الجامعة
بكين للتكنولوجيا هي جامعة رئيسية تخضع لسلطة حكومة بلدية بكين. يوجد بها الكليات التالية:
- كلية العلوم الرياضية والفيزيائية التطبيقية
- كلية العمارة والتخطيط العمراني
- كلية هندسة العمارة
- كلية الفنون
- كلية الاقتصاد والإدارة (وتشمل: كلية الحقوق)
- كلية علوم الحاسب
- كلية التعليم المستمر
- كلية هندسة المعلومات الإلكترونية والتحكم
- كلية الطاقة وهندسة البيئة
- كلية اللغات الأجنبية
- كلية العلوم الإنسانية والاجتماعية
- كلية علوم الحياة والهندسة الحيوية
- كلية الهندسة الميكانيكية وتكنولوجيا الالكترونيات التطبيقية
- كلية علوم وهندسة المواد
- كلية النقل المتروبوليتان
- كلية هندسة البرمجيات
- معهد هندسة الليزر (المركز الوطني لتكنولوجيا الليزر)
- كلية جينجدان (كلية مستقلة)
- الكلية التجريبية (الكلية المستقلة)
- قسم التربية البدنية
- كلية فان جونجكسيو الفخرية بجامعة بكين للتكنولوجيا [2]
- كلية بكين دبلن الدولية[3]

## أنظر أيضا
- قائمة جامعات الصين